# Gottfried I. (Arnsberg)
Gottfried von Cuyk († nach 1168) war Burggraf von Utrecht und seit 1132 Graf von Werl-Arnsberg.
Gottfried war ein Sohn des Grafen Heinrich I. von Cuyk und dessen Frau Alveradis von Hochstaden. Er selbst heiratete Ida von Werl-Arnsberg, die Tochter Graf Friedrichs I.
Als Nachfolger seines Vaters stiftete er zusammen mit seiner Mutter 1129 das Kloster Marienweerd. Er wurde Burggraf von Utrecht und war in diesem Amt Feldherr des Bischofs von Utrecht im Kampf gegen Graf Dietrich VI. von Holland. Außerdem kämpfte er gegen den friesischen Rebellen Florenz den Schwarzen. Für diese Tat wurde Gottfried zeitweise gebannt. Im Jahr 1133 war er wahrscheinlich der eigentliche Stifter von Stift Clarholz. Nach dem Tod von Graf Friedrich von Werl-Arnsberg, der ohne männlichen Nachkommen war, ging die Grafschaft Werl-Arnsberg an Graf Gottfried als Ehemann der Erbin Ida über. In Arnsberg residierte Gottfried wegen seiner holländischen Aufgaben und Besitzungen nur selten. Für die für ihn geringe Bedeutung der Grafschaft Werl-Arnsberg spricht, dass Gottfried sich erst 1142 in Urkunden als Graf von Arnsberg titulierte. In seiner Amtszeit verlor die Grafschaft Rietberg die Stiftvogtei über das Bistum Paderborn und den Alme- und Diemelgau.
In der Reichspolitik spielte Gottfried als Gefolgsmann der Staufer eine nicht unbedeutende Rolle und wird in kaiserlichen Urkunden mehrfach als Zeuge genannt. Gottfried nahm teilweise zusammen mit seinem Bruder Heinrich an kaiserlichen Hoflagern 1141 in Köln, 1145 in Aachen und Utrecht, 1147 in Aachen und Nimwegen teil. Konrad III. erteilte ihm als „geliebten und getreuen Gottfried, Graf von Arnsberg und Cuyk“ die Erlaubnis, auf seinen Gütern eine feste Burg zu bauen. Möglicherweise war damit eine erste Anlage der Burg Altena gemeint. Friedrich I. veranlasste den Bischof von Paderborn, dem Grafen ehemaligen Besitz zurückzuerstatten.
Das Todesjahr Gottfrieds ist unbekannt. Zuletzt urkundlich erwähnt wurde er 1168. Sein Sohn Heinrich wurde sein Nachfolger, nachdem er bereits zu Lebzeiten Gottfrieds Mitregent gewesen war.
Weitere Nachkommen waren Adelheid, die Erbin von Altena, verheiratet mit Graf Eberhard I. von Berg, und Jutta, Äbtissin des Stiftes Herford. Eine namentlich nicht bekannte Tochter war mit Graf Hermann II. von Virneburg verheiratet. Die Tochter Alverada war die Erbin des holländischen Besitzes Malsen und war mit Graf Otto I. von Bentheim-Holland verheiratet. Hinzu kam ein weiterer Sohn mit Namen Friedrich.